# Faux-Mazuras
Faux-Mazuras är en kommun i departementet Creuse i regionen Nouvelle-Aquitaine i de centrala delarna av Frankrike. Kommunen ligger i kantonen Bourganeuf som tillhör arrondissementet Guéret. År 2022 hade Faux-Mazuras 189 invånare.

## Befolkningsutveckling
Antalet invånare i kommunen Faux-Mazuras
Referens:INSEE